# Wilhelm Windelband
Wilhelm Windelband (Potsdam, 11 de maig, 1848 - Heidelberg, 22 d'octubre de 1915) fou un filòsof alemany.

## Biografia
Després d'estudiar a Jena amb Kuno Fischer, a Berlín amb Hermann Lotze i Göttingen, es va graduar el 1870 amb una tesi a Leipzig Die Gewissheit der Erkenntis (la seguretat del coneixement). Va ser professor de filosofia a Zúric el 1876, a Freiburg im Breisgau des de 1877, a Estrasburg des de 1882 i, des de 1903, a Heidelberg, on va morir el 1915.

## Pensament filosòfic
En els "Preludis" (1884) Windelband, d'acord amb el seu professor Kuno Fischer, afirma la necessitat de lluitar contra el positivisme i el materialisme, essent un retorn a Kant, un rendiment que en realitat es fa una revisió a la llum de l'historicisme idealista. Les categories kantianes necessiten, segons Windelband, que es complementarà amb un sistema de principis: els valors.
En la "Història i les ciències naturals" (1894) distingeix dues branques de la ciència: la nomotètica (del grec i thetikós nomos "establir lleis") i la ideogràfica (del grec i idios graphikós, que descriu la particular): la primera són les ciències la natura, que descriuen els fenòmens que es repeteixen en les mateixes condicions, es poden fer lleis en general, essent aquesta última una ciència històrica, l'estudi dels fenòmens que ocorren només una vegada, únics, no recurrents i poc usuals, no formular lleis generals, però expressar "figures" identificades pel seu "valor" (vegeu, per exemple, la imatge ideogràfica), perquè "només el que és únic té valor." 
La història, d'acord amb Windelband, és una història de valors, la filosofia és ara crítica de la ciència de la història, ja que una vegada va ser la ciència natural. Com que la ciència de la història, la filosofia no expressa les opinions de fets, o teòric, sinó judicis de valor o crítica. El primer expressa la relació entre els fets, i són propis de les ciències naturals, mentre que el segon expressen les relacions entre els fets i la consciència de la Cort, i la seva filosofia. Això no significa que l'avaluació crítica es basa en criteris personals i dona un resultat subjectiu: de fet, Windelband considera que l'avaluació crítica pot adquirir validesa objectiva. La filosofia és per tant "la ciència crítica dels valors universals" i la seva tasca és establir les regles que es basen en tres sentències fonamentals de crítica: el procediment lògic, els judicis ètics i judicis estètics.
La lògica, l'ètica i l'estètica són les tres àrees de recerca de la filosofia, que estan excloses tant de la metafísica, com la comprensió purament dogmàtica de la realitat, que la psicologia, una disciplina que Windelband considera purament empírica. Les normes lògiques, ètiques i estètiques com a base per als judicis crítics que estan determinades pel que Windelband anomena "consciència normal", però, no poden arribar a cap entesa, perquè és un "ideal que en captem només la llanda".

## Obres
- Die Lehren von Zufall, 1870
- Die Gewissheit der Erkenntnis, 1870
- Història de la filosofia moderna, Leipzig 1878-1880
- Preludis: assajos i discursos d'introducció a la filosofia, Freiburg im Breisgau 1884
- Geschichte der abedländischen Philosophie im Altertum, München 1888
- Història de la filosofia, Tübingen-Leipzig 1892
- Geschichte und Naturwissenschaft, Straßburg 1894
- Plató, Stuttgard 1900
- Die Prinzipien der Logik, Tübingen 1912